# Miasteczko w Niemczech
Miasteczko w Niemczech (alternatywnie jako Małe miasteczko w Niemczech, ang. A Small Town in Germany) – to powieść Johna le Carré poświęcona obawom na temat wzrastania znaczenia nazistów w powojennych Niemczech.
Tytułowym małym miasteczkiem jest Bonn, stolica RFN po zakończeniu II wojny światowej.

## Fabuła
Początek lat siedemdziesiątych, urzędnik Ambasady Brytyjskiej w Bonn Leo Harting, znika wraz z wieloma ściśle tajnymi dokumentami, w tym najbardziej ważnym ze wszystkich: Zieloną Teczką zawierającą dokumentacje na temat rozmów z niemieckim rządem na temat potencjalnego wejścia do wspólnego rynku oraz NATO. Brytyjskie Ministerstwo Spraw Zagranicznych wysyła do zbadania sprawy Alana Turnera. Szef ochrony ambasady, Bradfield, przedstawia Hartinga jako „tymczasowego” pracownika, który nie miał dostępu do niczego istotnego. Jednocześnie próbuje zamknąć dochodzenie Turnera. Inni gracze to: Ludwig Siebkron, złowrogi szef niemieckiego MSW, którego ludzie wydają się być wszędzie oraz Klaus Karfeld, przemysłowiec w branży chemicznej, który stoi na czele własnej partii politycznej.